# Martine Van de Walle
Martine Van de Walle (Lokeren, 20 november 1968) is een Vlaams-Belgische kunstenares uit het Waasland. Wederkerende thema's zijn stillevens met bloemen en fruit waarin vaak kersen de hoofdrol spelen. Kenmerkend voor haar stijl zijn de lichteffecten en het kleurgebruik.

## Levensloop
Van de Walle kreeg haar basisopleiding op de Stedelijke Academie voor Schone Kunsten in Sint-Niklaas (2003-2007). Daarna volgde ze diverse privélessen. In haar werken zijn invloeden van de oude meesters en de Hollandse School terug te vinden en ook het oeuvre van Willem Dolphyn is van invloed op haar schilderijen.
In december 2008 werd ze als enige Belgische door de Franse Société nationale des beaux-arts uitgenodigd haar werken tentoon te stellen in het Carrousel du Louvre in Parijs. Haar werk werd hier in 2008 bekroond met de Prix d'honneur du Salon.